# ماركوس بافيتش
ماركوس بافيتش (بالألمانية: Markus Pavic)‏ هو لاعب كرة قدم نمساوي في مركز الدفاع، ولد في 26 مارس 1995 في فيينا في النمسا. لعب مع أدميرا فاكر مودلينغ.

## وصلات خارجية
- ماركوس بافيتش على موقع قاعدة بيانات كرة القدم.إي يو (الإنجليزية)
- ماركوس بافيتش على موقع Soccerway.com (الإنجليزية)
- ماركوس بافيتش على موقع عالم كرة القدم.نت (الإنجليزية)